# Xã Barren Fork, Quận Ozark, Missouri
Xã Barren Fork (tiếng Anh: Barren Fork Township) là một xã thuộc quận Ozark, tiểu bang Missouri, Hoa Kỳ. Năm 2010, dân số của xã này là 443 người.